# 모리얼
모리얼 (mo'REAL)은 Marco (본명: 이민기)와 Lugar (본명: 최용철)로 이루어진 2인조 대한민국의 힙합 팀이다. 2002년 결성되어 두 장의 앨범을 발표하였으며, 이후 Lugar가 랩을 그만두기로 결정하면서 해체를 결정하였다. 해체 전 소속은 빅딜 레코드였으며, Diamond Tribe라는 크루 소속이기도 하다.

## 역사
함께 1983년 생 동갑내기인 Marco와 Lugar는 고등학교 2학년 처음 만나, 힙합을 좋아한다는 공통점 덕분에 절친한 친구가 되었다. 둘 중 Marco는 랩 뿐만 아니라 프로듀싱도 하나둘씩 배우게 되었고, 이를 바탕으로 둘은 mo'REAL이라는 팀을 결성하였으며, 압구정동에 위치한 클럽 Krazyie와 신촌 클럽 정글을 주무대로 공연 활동을 하였다. 또 온라인을 통해 캐나다에 거주 중인 래퍼 겸 프로듀서 juNi와 만나게 되었으며, 그 외 정견 (현 J'Kyun), Freestarr, LEGO와 함께 Diamond Tribe라는 크루를 결성하였다. 이를 계기로 Marco는 juNi의 앨범 Made in Canada에 참여하여 자신의 목소리를 처음 실었다.
mo'REAL의 첫 앨범 Strike Up!!은 이 직후인 2003년 발표되었으며, 앨범 자체의 반응은 크지 않았으나 수록곡 Bring the Pain이 young GM (현 Bizniz)을 디스한 곡이어서 이슈가 잠시 된 적은 있었다. 첫 앨범을 낸 후 이들은 클럽 Geek 등에서 전과 다름 없는 활동을 이어갔으며, 공연 중 당시 신생 레이블이었던 "Rockstarr"와 만나게 되었다. 이 계기로 mo'REAL은 친분을 쌓게 되면서 Rockstarr의 일부가 되었고, 여기에 Dead'P 등이 합류하면서 빅딜 레코드로 발전하게 되었다. 이들은 당시 준비하고 있던 두 번째 EP를 완성시켜 빅딜 레코드를 통해 발매하였는데, 멤버 둘이 앨범 발매 직후 군입대를 하여 큰 홍보가 이루어지진 못했다.
제대 후에도 Marco는 이전과 다름없는 음악 활동을 펼쳐나갔지만 Lugar는 반대로 음악으로부터 휴식을 하기를 원하였다. Lugar는 휴식 기간 중 공시생이 되어 이후 공무원시험에 합격하였고 이를 계기로 정식으로 음악계에서 은퇴하기로 결정하였다. Marco는 이 결정을 존중, 결국 mo'REAL은 해체하기에 이르렀다.
결성부터 해체까지의 이야기는 Marco의 솔로 앨범 수록곡 More Real에 들어있으며, 이는 Lugar의 목소리가 마지막으로 담긴 트랙이기도 하다.
대표곡: 〈중독자〉, 〈넌 안 돼〉

## 디스코그래피
- 2003년 Strike Up!! EP
- 2004년 The Greatest EP

## 디스곡
mo'REAL은 각 앨범에 한 곡 씩 디스곡이 수록되어있다. 첫 EP에는 young GM (현 Bizniz)을 향한 디스곡인 Bring the Pain이 실려있었다. 이 곡에는 "니가 골리앗이라면 나는 다윗", "맨날 형제, 형제 아! 그놈의 형제!" 등으로, 당시 Respect You로 리스펙트를 테마로 한 활동을 하고 있던 Infinite Flow에 대한 직격탄이었다. 디스를 한 이유에 대해서 Lugar는 "생각해보니 맘에 안 들더라... 더럽더라... 사람이 들어갈 때 다르고 나오니 또 다르더라... 싶으면 펜 쥐어잡고 보죠. Bring the Pain은 그렇게 해서 나온 결과물들 중 하나"라고 답하였다. 이후 Marco는 인터넷 라디오 방송에 출연해 그 당시의 일에 대해 young GM에 대한 악감정은 남아있지 않으며 본인과 직접 푼 것은 아니나 한남잭슨과 만나 술을 마시면서 내가 이해할 점도 있다는 것을 알았다고 답하였다.
두 번째 EP에는 Fuck You!!라는 곡이 수록되어있으며 Marco는 유명한 인터넷 아마추어 래퍼인 cdppp를, 피쳐링한 Freestar는 싸이를 향한 디스를 하고 있다. 두 번째 EP는 가사가 공개되지 않았고 홍보가 활발하지 못하였기 때문에 곡 자체는 큰 이슈가 되지 못 했다.

## 이름[1]
- mo'REAL은 "more real"이란 뜻으로 "팀의 음악이나 가사와 라이브, 메시지, 모두가 보다 사실적이고 보다 진짜답다"는 의미다.
- Marco는 그의 성당 세례명 "마르코"를 그대로 쓰는 것이다.
- Lugar는 20세기 초반에 주로 독일군이 사용한 권총 루거 P08을 뜻하며, 전장에서 은퇴했지만 아직도 비싼 값에 거래되는 것처럼 전성기를 화려하게, 그 이후를 명예롭게 지내자는 뜻을 담고 있다.